# Klotbärfis
Klotbärfis (Coptosoma scutellanum) är en art bärfisar.
Klotbärfisen är 3,7-4,6 millimeter lång och har en starkt välvd nästan klotformig bakkropp, bredast på mitten. Dess skutell täcker hela bakkroppen. Skalet är svart och glänsande, ofta blå- eller grönskimrande.
Klotbärfisen förekommer i Asien från Europa till Kina och Japan, i Nordafrika samt i södra och mellersta Europa. Den lever i Lettland men förökar sig inte i Sverige, men har påträffats i Södermanland 2001 och 2015 samt i Östergötland 2016. I utländsk litteratur har den ibland felaktigt angetts förekomma i Sverige.
Klotbärfisen lever helst på varma, torra gärna sandiga platser. Den lever på ärtväxter, i Sydeuropa gärna på arter i kronillsläktet, längre norrut på andra arter. I Sverige har de påträffats på skogsvicker.
Klotbärfisen övervintrar som larv på marken bland torra växtdelar. I juni har de vuxna djuren utvecklats, de parar sig i juni-juli. Äggen läggs på undersidan av värdväxtens blad.